# 移动台
一个移动台（Mobile Station） 包含用于与移动网络进行通信的所需的所有的用户设备和软件。
该术语是指连接到一个移动网络的一整套系统，例如一部移动电话，或者通过一个移动宽带适配器进行连接的移动计算机。这是一个2G系统中的术语（例如GSM）。在3G系统中，一个移动台（Mobile Station，简称MS）现在被称为一个“用户设备”（User Equipment，简称UE）。
在GSM中，一个移动台由四个主要部分组成：
- 移动终端（Mobile Termination，简称MT），它提供一些公共的功能，例如：无线电信号传输和切换， 语音编解码， 错误检测与纠正，信令交互和访问SIM卡。 设备串号（IMEI）是关联到移动终端（MT）的。 它是综合业务数字网（ISDN）接入中的网络终端是等价的。
- 终端设备 （Terminal Equipment，简称TE）是指任何连接到移动台、并向用户提供服务的设备。 它并不包含任何GSM所特有的功能。
- 终端适配器 （Terminal Adapter）提供对移动终端（MT）的访问，就和ISDN网络终端一样，包含扩展的能力。 终端设备（TE）和移动终端（MT）通过终端适配器（TA）使用AT指令集来进行通信。
- 用户身份模块（Subscriber Identity Module）是一个可拆卸的用户识别令牌，它储存国际移动用户识别码（IMSI），这是一个唯一的秘钥，会被共享给移动网络运营商。

在一部移动电话中，移动终端（MT）、终端适配器（TA）和终端设备（TE）常被封装在一个模块中，但移动终端（MT）和终端设备（TE）功能通常由截然不同的处理器来承担。在常见的移动电话架构中，应用处理器完成终端设备（TE）的功能，而基带处理器完成移动终端（MT）的功能，二者之间通过一个使用AT指令集的总线来通信。此总线就完成终端适配器（TA）的功能。